# Джон Дрюс
Джон Дрюс (англ. John Druce, нар. 23 лютого 1966, Пітерборо) — колишній канадський хокеїст, що грав на позиції крайнього нападника.
Провів понад 500 матчів у Національній хокейній лізі. 

## Ігрова кар'єра
Хокейну кар'єру розпочав 1983 року.
1985 року був обраний на драфті НХЛ під 40-м загальним номером командою «Вашингтон Кепіталс». 
Протягом професійної клубної ігрової кар'єри, що тривала 15 років, захищав кольори команд «Вашингтон Кепіталс», «Вінніпег Джетс», «Лос-Анджелес Кінгс», «Філадельфія Флаєрс», а також німецьких «Ганновер Скорпіонс» та «Аугсбург Пантерс».
Загалом провів 584 матчі в НХЛ, включаючи 53 гри плей-оф Кубка Стенлі.

## Післяігрове життя
У 2004 році його доньці, Кортні, був поставлений діагноз лейкоз. 2008 в неї стався рецидив хвороби через ремісію. Джон приєднався до благочинного фонду, що збирав кошти на дослідження раку, та став почесним його членом у 2010 році.
Щороку коли починається плей-оф Дрюс подає звіти про матчі «Пітерборо Пітс» у місцевих ЗМІ.

## Статистика
| Сезон        | Клуб                  | Ліга         | Регулярний сезон | Регулярний сезон | Регулярний сезон | Регулярний сезон | Регулярний сезон | Плей-оф | Плей-оф | Плей-оф | Плей-оф | Плей-оф |
| Сезон        | Клуб                  | Ліга         | І                | Г                | П                | О                | ШХ               | І       | Г       | П       | О       | ШХ      |
| ------------ | --------------------- | ------------ | ---------------- | ---------------- | ---------------- | ---------------- | ---------------- | ------- | ------- | ------- | ------- | ------- |
| 1983–84      | «Пітерборо Пітс»      | ОХЛ          | 1                | 0                | 0                | 0                | 0                | —       | —       | —       | —       | —       |
| 1984–85      | «Пітерборо Пітс»      | ОХЛ          | 54               | 12               | 14               | 26               | 90               | 17      | 6       | 2       | 8       | 21      |
| 1985–86      | «Пітерборо Пітс»      | ОХЛ          | 49               | 22               | 24               | 46               | 84               | 16      | 0       | 5       | 5       | 34      |
| 1986–87      | «Бінгемтон Вейлерс»   | АХЛ          | 77               | 13               | 9                | 22               | 131              | 12      | 0       | 3       | 3       | 28      |
| 1987–88      | «Бінгемтон Вейлерс»   | АХЛ          | 68               | 32               | 29               | 61               | 82               | 1       | 0       | 0       | 0       | 0       |
| 1988–89      | «Балтимор Скіпджекс»  | АХЛ          | 16               | 2                | 11               | 13               | 10               | —       | —       | —       | —       | —       |
| 1988–89      | «Вашингтон Кепіталс»  | НХЛ          | 48               | 8                | 7                | 15               | 62               | 1       | 0       | 0       | 0       | 0       |
| 1989–90      | «Балтимор Скіпджекс»  | АХЛ          | 26               | 15               | 16               | 31               | 38               | —       | —       | —       | —       | —       |
| 1989–90      | «Вашингтон Кепіталс»  | НХЛ          | 45               | 8                | 3                | 11               | 52               | 15      | 14      | 3       | 17      | 23      |
| 1990–91      | «Вашингтон Кепіталс»  | НХЛ          | 80               | 22               | 36               | 58               | 46               | 11      | 1       | 1       | 2       | 7       |
| 1991–92      | «Вашингтон Кепіталс»  | НХЛ          | 67               | 19               | 18               | 37               | 39               | 7       | 1       | 0       | 1       | 2       |
| 1992–93      | «Вінніпег Джетс»      | НХЛ          | 50               | 6                | 14               | 20               | 37               | 2       | 0       | 0       | 0       | 0       |
| 1993–94      | «Фінікс Роадруннерс»  | ІХЛ          | 8                | 5                | 6                | 11               | 9                | —       | —       | —       | —       | —       |
| 1993–94      | «Лос-Анджелес Кінгс»  | НХЛ          | 55               | 14               | 17               | 31               | 50               | —       | —       | —       | —       | —       |
| 1994–95      | «Лос-Анджелес Кінгс»  | НХЛ          | 43               | 15               | 5                | 20               | 20               | —       | —       | —       | —       | —       |
| 1995–96      | «Лос-Анджелес Кінгс»  | НХЛ          | 64               | 9                | 12               | 21               | 14               | —       | —       | —       | —       | —       |
| 1995–96      | «Філадельфія Флаєрс»  | НХЛ          | 13               | 4                | 4                | 8                | 13               | 2       | 0       | 2       | 2       | 2       |
| 1996–97      | «Філадельфія Флаєрс»  | НХЛ          | 43               | 7                | 8                | 15               | 12               | 13      | 1       | 0       | 1       | 2       |
| 1997–98      | «Філадельфія Фантомс» | АХЛ          | 39               | 21               | 28               | 49               | 45               | —       | —       | —       | —       | —       |
| 1997–98      | «Філадельфія Флаєрс»  | НХЛ          | 23               | 1                | 2                | 3                | 2                | 2       | 0       | 0       | 0       | 2       |
| 1998–99      | «Ганновер Скорпіонс»  | ДХЛ          | 36               | 15               | 7                | 22               | 34               | —       | —       | —       | —       | —       |
| 1999–00      | «Аугсбург Пантерс»    | ДХЛ          | 12               | 2                | 0                | 2                | 47               | 3       | 0       | 0       | 0       | 4       |
| Усього в НХЛ | Усього в НХЛ          | Усього в НХЛ | 531              | 113              | 126              | 239              | 347              | 53      | 17      | 6       | 23      | 38      |